# Aufdringliches Betteln
Aufdringliches Betteln bezeichnet eine Form des Bettelns, bei der das Betteln, also das Bitten um eine Gabe nicht passiv – etwa durch Präsentation eines Behältnisses, Handaufhalten – oder aktiv – durch dezentes Ansprechen mit der Bitte um eine Gabe – erfolgt, sondern aufdringlich durch Lästigfallen (Anfassen, Einreden, Verfolgen, in den Weg stellen) bis hin zu Handgreiflichkeiten betrieben wird, also eine Gabe quasi erpresst werden soll.

## Repression
In Deutschland kann aufdringliches Betteln den Tatbestand der „Belästigung der Allgemeinheit“ erfüllen und als Ordnungswidrigkeit geahndet werden (§ 118 OWiG). 

## Österreich
In Wien ist „Aufdringliches Betteln“ ein definierter Straftatbestand und kann von der Polizei geahndet werden. 